# Alpha Telescopii
Alpha Telescopii (α Tel, α Telescopii) é a estrela mais brilhante na constelação de Telescopium, com uma magnitude aparente de 3,48. Ptolomeu originalmente a incluiu na constelação de Corona Australis, mas ela foi movida para Telescopium quando a constelação foi criada por Nicolas Louis de Lacaille no século XVIII. Com base em medições de paralaxe, está localizada a aproximadamente 278 anos-luz (85 parsecs) da Terra.
Alpha Telescopii é bem maior que o Sol, com cerca de cinco vezes a massa e três vezes o raio solar. Seu espectro corresponde a uma classificação estelar de B3 IV, onde a classe de luminosidade 'IV' indica que é uma estrela subgigante que consumiu praticamente todo o hidrogênio de seu núcleo e está saindo da sequência principal. É uma estrela brilhante, com 800 vezes a luminosidade solar. Essa energia está sendo irradiada da atmosfera externa a uma temperatura efetiva de 16 700 K, o que lhe dá o brilho azul-branco típico de estrelas de classe B. É também uma estrela quimicamente peculiar que apresenta altas quantidades de hélio.
Alpha Telescopii pertence a uma classe de estrelas variáveis conhecida como estrelas B pulsantes lentas. Tem um campo magnético longitudinal com uma força média de –233 ± 43 G e uma velocidade de rotação projetada de cerca de 14 km/s, considerada baixa para uma estrela desse tipo, o que sugere que a estrela está com o polo virado para a Terra.